# Chiara Teocchi
Chiara Teocchi, née à Bergame (Italie) le 8 décembre 1996, est une coureuse cycliste italienne, spécialiste de cyclo-cross et de VTT.

## Biographie
En 2014, Chiara Teocchi devient en VTT championne d'Italie de cross-country juniors (moins de 19 ans) et se classe parmi les dix premières aux championnats du monde et d'Europe de sa catégorie d'âge. De plus, à l'âge de 17 ans, elle devient championne d'Italie de cross-country eliminator, qui se déroule dans une seule tranche d'âge. En octobre de la même année, elle représente l'Italie aux Jeux olympiques de la jeunesse, où elle remporte la médaille d'or dans la course féminine avec Sofia Beggin et l'argent sur le relais mixte qui comprenait une partie en VTT et une autre sur route.
Chez les espoirs (moins de 23 ans), Teocchi remporte les championnats nationaux de cross-country à deux reprises et se classe plusieurs fois parmi les dix premiers aux championnats d'Europe. En 2016, elle termine troisième lors de la Coupe du monde espoirs au Mont Sainte-Anne. À cette époque, elle obtient plus de succès en cyclo-cross, qu'elle pratique pendant les mois d'hiver. Lors de la saison 2016-2017, elle devient championne d'Europe de cyclo-cross espoirs avec 11 secondes d'avance sur Hélène Clauzel. La saison suivante, elle  conserve son titre européen, en s'imposant au sprint devant Laura Verdonschot. Elle est égalementchampionne d'Italie de cyclo-cross espoirs au cours de ces deux saisons.
Chez les élites, elle se classe troisième en 2019 et deuxième en 2021  du championnat d'Italie de cyclo-cross. Après la saison 2021-2022, elle mets de côté cette discipline. En VTT, elle est régulièrement sur le podium des championnats italiens, mais subit la domination d'Eva Lechner et de Martina Berta. Elle est à deux reprises médaillée d'or sur le relais des championnats d'Europe de VTT en 2018 et 2024. Elle obtient également la médaille de bronze lors des premiers championnats du monde de gravel en 2022 à Cittadella.
Teocchi rejoint l'équipe espagnole Orbea Factory en 2024. Lors de la Coupe du monde de VTT 2024 à Mairiporã, au Brésil , elle réalise son meilleur classement en prenant la quatrième place.

## Palmarès en cyclo-cross
- 2014-2015
  - Giro d'Italia Ciclocross #2, Portoferraio
  - Giro d'Italia Ciclocross #4, Padoue
- 2015-2016
  - Giro d'Italia Cross #2, Livourne
  - International Cyclocross Selle SMP, Brugherio
  - Ciclocross del Ponte, Trévise
  - Giro d'Italia Cross #4, Montalto di Castro
- 2016-2017
  -  Championne d'Europe de cyclo-cross espoirs
  -  Championne d'Italie de cyclo-cross espoirs
  - International Cyclocross Selle SMP -8° Trof.Cop.ed.Brugherio82, Brugherio
  - Gran Premio Luzinis, Gorizia
- 2017-2018
  -  Championne d'Europe de cyclo-cross espoirs
  -  Championne d'Italie de cyclo-cross espoirs
- 2018-2019
  - 3e du championnat d'Italie de cyclo-cross
- 2020-2021
  - 2e du championnat d'Italie de cyclo-cross

## Palmarès en VTT

### Coupe du monde
- Coupe du monde de cross country espoirs
  - 2015 : 23e du classement général
  - 2016 : 7e du classement général
  - 2017 : 14e du classement général

- Coupe du monde de cross country
  - 2019 : 28e du classement général
  - 2021 : 53e du classement général
  - 2022 : 45e du classement général
  - 2023 : 25e du classement général
  - 2024 : 16e du classement général

- Coupe du monde de cross-country short track
  - 2022 : 57e du classement général
  - 2023 : 25e du classement général
  - 2024 : 16e du classement général

### Championnats d'Europe
- Chies d'Alpago 2015
  -  Médaillée de bronze du cross-country eliminator
- Darfo Boario Terme 2017 
  -  Médaillée de bronze du relais mixte
- Graz-Stattegg 2018
  -  Championne d'Europe du relais mixte
- Cheile Grădiștei 2024
  -  Championne d'Europe du relais mixte

### Championnats d'Italie
- 2014
  -  Championne d'Italie de cross-country eliminator
  -  Championne d'Italie de cross-country juniors
- 2016
  -  Championne d'Italie de cross-country espoirs
- 2017
  -  Championne d'Italie de cross-country espoirs

## Palmarès en gravel
- Vénétie 2022
  -  Médaillée de bronze du championnat du monde de gravel

## Palmarès sur route
- 2014
  -  Médaillée d'or par équipes aux Jeux olympiques de la jeunesse (avec Sofia Beggin)
  -  Médaillée d'argent du relais mixte aux Jeux olympiques de la jeunesse